# Persone di nome Carolina
| Questa pagina contiene informazioni ricavate automaticamente dalle voci biografiche con l'ausilio del template Bio e di un bot. L'aggiornamento è periodico e automatico e ricostruisce completamente la pagina. Se manca una persona in questa lista, sei pregato di non aggiungerla, ma accertati piuttosto che la sua voce biografica contenga il template Bio e che i dati anagrafici siano correttamente compilati. Se il template Bio manca, inseriscilo tu stesso o, in alternativa, metti l'avviso {{tmp\|Bio}} che ne segnala la mancanza. Se i dati riportati sono sbagliati, correggi direttamente la voce biografica; le modifiche saranno visibili in questa lista entro pochi giorni. Per chiarimenti vedi il progetto antroponimi. La lista contiene solo le 126 persone che sono citate nell'enciclopedia e per le quali è stato implementato correttamente il template Bio. Pagina aggiornata al 6 ago 2025. |

Questa è una lista di persone presenti nell'enciclopedia che hanno il nome Carolina, suddivise per attività principale.

## Allenatrici di sci alpino(1)
- Carolina Ruiz, allenatrice di sci alpino e ex sciatrice alpina spagnola (Osorno, n. 1981)

## Altiste(1)
- Lien Gisolf, altista olandese (Bukittinggi, n. 1910 - Amstelveen, † 1993)

## Attrici(12)
- Carolina Bang, attrice spagnola (Santa Cruz de Tenerife, n. 1985)
- Carolina Bartczak, attrice canadese (Gehrden, n. 1985)
- Carolina Benvenga, attrice, conduttrice televisiva e cantante italiana (Roma, n. 1990)
- Carolina Catena, attrice italiana (n. 1908)
- Carolina Crescentini, attrice e doppiatrice italiana (Roma, n. 1980)
- Carolina Felline, attrice italiana (Bari, n. 1978)
- Carolina Guerra, attrice, modella e conduttrice televisiva colombiana (n. 1986)
- Carolina Kopelioff, attrice e modella argentina (Buenos Aires, n. 1996)
- Carolina Miranda, attrice messicana (Irapuato, n. 1990)
- Carolina Rosi, attrice italiana (Roma, n. 1965)
- Carolina Vera Squella, attrice e doppiatrice cilena (Valparaíso, n. 1973)
- Carolina Yuste, attrice spagnola (Badajoz, n. 1991)

## Attrici teatrali(1)
- Carolina Cavalletti Tessari, attrice teatrale italiana (Gorizia, n. 1794 - Verona, † 1851)

## Calciatrici(4)
- Carolina Arias, calciatrice colombiana (Cali, n. 1990)
- Carolina Mendes, calciatrice portoghese (Évora, n. 1987)
- Carolina Pini, ex calciatrice italiana (Firenze, n. 1988)
- Carolina Venegas, calciatrice costaricana (n. 1991)

## Cantanti(1)
- Milly, cantante e attrice italiana (Alessandria, n. 1905 - Nepi, † 1980)

## Cantautrici(3)
- Carolina Bubbico, cantautrice, pianista e compositrice italiana (Lecce, n. 1990)
- Gale, cantautrice e compositrice portoricana (Arecibo, n. 1993)
- Karol G, cantautrice colombiana (Medellín, n. 1991)

## Cestiste(3)
- Carolina Mújica, ex cestista spagnola (Madrid, n. 1964)
- Carolina Pantani, ex cestista italiana (Cesena, n. 1980)
- Carolina Pappalardo, cestista italiana (Catania, n. 1996)

## Compositrici(2)
- Carolina Nairne, compositrice scozzese (n. 1766 - † 1845)
- Carolina Uccelli, compositrice italiana (Firenze, n. 1810 - Firenze, † 1858)

## Conduttrici televisive(2)
- Carolina Di Domenico, conduttrice televisiva, conduttrice radiofonica e attrice italiana (Napoli, n. 1979)
- Carolina Rey, conduttrice televisiva, attrice e conduttrice radiofonica italiana (Roma, n. 1991)

## Contralti(1)
- Carolina Bassi, contralto italiano (Napoli, n. 1781 - Cremona, † 1862)

## Danzatrici(3)
- Carlotta Brianza, ballerina italiana (Milano, n. 1865 - Clichy, † 1938)
- Carolina Pochini, ballerina italiana (Milano, n. 1835 - Napoli, † 1901)
- Carolina Rosati, ballerina italiana (Bologna, n. 1826 - Cannes, † 1905)

## Educatrici(1)
- Carolina Amari, educatrice e filantropa italiana (Firenze, n. 1866 - Roma, † 1942)

## Filologhe(1)
- Carolina Michaëlis de Vasconcellos, filologa, critica letteraria e lessicografa prussiana (Berlino, n. 1851 - Porto, † 1925)

## Fotografe(1)
- Caroline Emily Nevill, fotografa britannica (Longford Hall, n. 1829 - Belgravia, † 1887)

## Giavellottiste(1)
- Carolina Visca, giavellottista italiana (Roma, n. 2000)

## Ginnaste(3)
- Carolina Pascual, ex ginnasta spagnola (Orihuela, n. 1976)
- Carolina Rodríguez, ginnasta spagnola (León, n. 1986)
- Carolina Tronconi, ginnasta italiana (Pavia, n. 1913 - Pavia, † 2008)

## Giocatrici di badminton(1)
- Carolina Marín, giocatrice di badminton spagnola (Huelva, n. 1993)

## Insegnanti(2)
- Carolina Magistrelli, insegnante e divulgatrice scientifica italiana (Mantova, n. 1858 - Roma, † 1939)
- Carolina Nunes Vais, docente italiana (Livorno, n. 1856 - Tripoli, † 1932)

## Judoka(1)
- Carolina Costa, judoka italiana (Messina, n. 1994)

## Meteorologhe(1)
- Carolina Vera, meteorologa argentina (San Nicolás de los Arroyos, n. 1962)

## Modelle(3)
- Carolina Dementiev, modella panamense (San Pietroburgo, n. 1989)
- Carolina Izsak, modella venezuelana (Caracas, n. 1971)
- Carolina Stramare, modella italiana (Genova, n. 1999)

## Multipliste(2)
- Carolina Bianchi, multiplista italiana (Lugo, n. 1988)
- Carolina Klüft, ex multiplista, lunghista e triplista svedese (Sandhult, n. 1983)

## Nobildonne(2)
- Carolina Amalia di Assia-Kassel, nobildonna (Hanau, n. 1771 - Gotha, † 1848)
- Carolina di Stolberg-Gedern, nobildonna tedesca (Gedern, n. 1732 - Langenburg, † 1796)

## Nobili(6)
- Carolina di Meclemburgo-Strelitz, nobile tedesca (Neustrelitz, n. 1821 - Neustrelitz, † 1876)
- Carolina Pepoli, nobile, attivista e politica italiana (Bologna, n. 1824 - Bologna, † 1892)
- Carolina Maria d'Asburgo-Lorena, nobile austriaca (Altmünster, n. 1869 - Budapest, † 1945)
- Carolina del Palatinato-Zweibrücken-Birkenfeld, nobile tedesca (Strasburgo, n. 1721 - Darmstadt, † 1774)
- Carolina Ernestina di Erbach-Schönberg, nobile tedesca (Gedern, n. 1727 - Ebersdorf, † 1796)
- Carolina di Nassau-Usingen, nobile tedesca (Biebrich, n. 1762 - Rumpenheim, † 1823)

## Pallamaniste(1)
- Carolina Balsanti, ex pallamanista e militare italiana (Grosseto, n. 1988)

## Pallanuotiste(1)
- Carolina Marcialis, pallanuotista italiana (Genova, n. 1991)

## Pallavoliste(3)
- Carolina Albuquerque, pallavolista brasiliana (Porto Alegre, n. 1977)
- Carolina Costagrande, ex pallavolista argentina (El Trébol, n. 1980)
- Carolina Zardo, pallavolista italiana (Vercelli, n. 1992)

## Pattinatrici artistiche su ghiaccio(1)
- Carolina Kostner, pattinatrice artistica su ghiaccio italiana (Bolzano, n. 1987)

## Pattinatrici di velocità su ghiaccio(1)
- Carolina Geijssen, ex pattinatrice di velocità su ghiaccio olandese (Amsterdam, n. 1947)

## Pittrici(2)
- Juana Romani, pittrice italiana (Velletri, n. 1867 - Suresnes, † 1923)
- Carolina Primodì, pittrice italiana (Bologna, n. 1805 - Firenze, † 1860)

## Poetesse(1)
- Noémia de Sousa, poetessa mozambicana (Catembe, n. 1926 - Cascais, † 2002)

## Politiche(4)
- Carolina Darias, politica spagnola (Las Palmas de Gran Canaria, n. 1965)
- Carolina Lussana, politica italiana (Bergamo, n. 1971)
- Carolina Morace, politica, allenatrice di calcio e ex calciatrice italiana (Venezia, n. 1964)
- Carolina Tohá, politica cilena (Santiago del Cile, n. 1965)

## Principesse(20)
- Carolina d'Assia-Darmstadt, principessa (Buchsweiler, n. 1746 - Homburg, † 1821)
- Carolina Luisa d'Assia-Darmstadt, principessa (Darmstadt, n. 1723 - Parigi, † 1783)
- Carolina d'Assia-Homburg, principessa (Bad Homburg vor der Höhe, n. 1819 - Greiz, † 1872)
- Carolina d'Assia-Rheinfels-Rotenburg, principessa (Rotenburg, n. 1714 - Parigi, † 1741)
- Carolina Augusta di Baviera, principessa tedesca (Mannheim, n. 1792 - Vienna, † 1873)
- Carolina Elisabetta di Hannover, principessa britannica (Hannover, n. 1713 - St. James's, † 1757)
- Carolina Luisa di Assia-Homburg, principessa tedesca (Homburg, n. 1771 - Rudolstadt, † 1854)
- Carolina Luisa di Sassonia-Weimar-Eisenach, principessa tedesca (Weimar, n. 1786 - Ludwigslust, † 1816)
- Carolina di Borbone-Parma, principessa italiana (Parma, n. 1770 - Dresda, † 1804)
- Carolina Matilde di Danimarca, principessa danese (Gentofte, n. 1912 - Kongens Lyngby, † 1995)
- Carolina del Liechtenstein, principessa austriaca (Vienna, n. 1836 - Vienna, † 1885)
- Carolina di Lippe, principessa tedesca (Detmold, n. 1905 - Bad Eilsen, † 2001)
- Carolina di Monaco, principessa monegasca (Monaco Vecchia, n. 1957)
- Carolina d'Orange-Nassau, principessa (Leeuwarden, n. 1743 - Kirchheimbolanden, † 1787)
- Carolina di Reuss-Greiz, principessa tedesca (n. 1884 - † 1905)
- Carolina Matilde di Sassonia-Coburgo-Gotha, principessa tedesca (Coburgo, n. 1912 - Erlangen, † 1983)
- Carolina Matilde di Schleswig-Holstein-Sonderburg-Augustenburg, principessa danese (Augustenborg, n. 1860 - Castello di Grünholz, † 1932)
- Carolina di Danimarca, principessa danese (Copenaghen, n. 1793 - Copenaghen, † 1881)
- Carolina Ulrica Amalia di Sassonia-Coburgo-Saalfeld, principessa (Coburgo, n. 1753 - Coburgo, † 1829)
- Carolina Matilde di Schleswig-Holstein-Sonderburg-Glücksburg, principessa tedesca (Grünholz, n. 1894 - Salisburgo, † 1972)

## Registe(1)
- Carolina Cavalli, regista, sceneggiatrice e scrittrice italiana

## Religiose(1)
- Carolina Santocanale, religiosa italiana (Palermo, n. 1852 - Cinisi, † 1923)

## Schermitrici(1)
- Carolina Erba, schermitrice italiana (Busto Arsizio, n. 1985)

## Sciatrici alpine(2)
- Carolina Nordh, ex sciatrice alpina svedese (n. 1986)
- Carolina Waidhofer-Dummer, ex sciatrice alpina austriaca (n. 1979)

## Scrittrici(12)
- Carolina Arienti Lattanzi, scrittrice, giornalista e poetessa italiana (Firenze, n. 1771 - Milano, † 1818)
- Carolina Bonafede, scrittrice e biografa italiana (Piacenza, n. 1811 - Bologna, † 1888)
- Carolina Capria, scrittrice e sceneggiatrice italiana (Cosenza, n. 1980)
- Carolina Coronedi Berti, scrittrice italiana (Bologna, n. 1820 - Bologna, † 1911)
- Carolina De Robertis, scrittrice statunitense (Inghilterra, n. 1975)
- Carolina Garcia-Aguilera, scrittrice statunitense (L'Avana, n. 1949)
- Carolina Invernizio, scrittrice italiana (Voghera, n. 1851 - Cuneo, † 1916)
- Carolina Isolani, scrittrice e filantropa italiana (Bologna, n. 1875 - Bologna, † 1945)
- Carolina Luzzatto, scrittrice, giornalista e patriota italiana (Trieste, n. 1837 - Gorizia, † 1919)
- Carolina Rispoli, scrittrice italiana (Melfi, n. 1893 - Roma, † 1991)
- Carolina Schutti, scrittrice austriaca (Innsbruck, n. 1976)
- Carolina Maria de Jesus, scrittrice, poetessa e compositrice brasiliana (Sacramento, n. 1914 - San Paolo, † 1977)

## Showgirl(1)
- Carolina Marconi, showgirl, attrice e imprenditrice venezuelana (Caracas, n. 1978)

## Soprani(1)
- Carolina Crespi, soprano italiano (Praga - Milano)

## Sovrane(5)
- Carolina di Baden, regina (Karlsruhe, n. 1776 - Monaco di Baviera, † 1841)
- Carolina di Brunswick, regina (Braunschweig, n. 1768 - Londra, † 1821)
- Carolina Amalia di Schleswig-Holstein-Sonderburg-Augustenburg, sovrana danese (Copenaghen, n. 1796 - Palazzo di Amalienborg, † 1881)
- Carolina Matilde di Hannover, sovrana danese (Westminster, n. 1751 - Celle, † 1775)
- Carolina di Erbach-Fürstenau, sovrana tedesca (Michelstadt, n. 1700 - Hildburghausen, † 1758)

## Stiliste(1)
- Carolina Herrera, stilista venezuelana (Caracas, n. 1939)

## Storiche(1)
- Carolina Lanzani, storica italiana (Padova, n. 1875)

## Tenniste(1)
- Carolina Meligeni Alves, tennista brasiliana (Campinas, n. 1996)

## Violiniste(1)
- Carolina Ferni, violinista e cantante lirica italiana (Como, n. 1846 - Milano, † 1926)

## Violiste(1)
- Carolina Lama, violista italiana (Faenza, n. 1922 - Roma, † 2014)

## Senza attività specificata(4)
- Carolina Cristofori, italiana (Rovigo, n. 1837 - Bologna, † 1881)
- Carolina Maraini Sommaruga, contessa svizzero (Lugano, n. 1869 - Savosa, † 1959)
- Carolina Felicita di Leiningen-Dagsburg, contessa tedesca (Heidesheim am Rhein, n. 1734 - Francoforte sul Meno, † 1810)
- Carolina di Nassau-Saarbrücken, contessa tedesca (n. 1704 - Darmstadt, † 1774)